# The Second Step: Chapter One
The Second Step: Chapter One – pierwszy minialbum południowokoreańskiego zespołu Treasure. Został wydany 15 lutego 2022 roku przez YG Entertainment. Płytę promował singel „Jikjin” (kor. 직진 (JIKJIN)). Sprzedał się w nakładzie 807 829 egzemplarzy w Korei Południowej (stan na maj 2022). Zdobył certyfikat 3XPlatinum w kategorii albumów.
31 marca 2022 roku ukazała się japońska wersja minialbumu, wydana przez YGEX. Osiągnął 2 pozycję w rankingu Oricon i pozostawał na liście przez 11 tygodni. Wszystkie utwory to ponownie nagrano po japońsku.

## Tło
11 stycznia 2022 roku YG Entertainment opublikowało zwiastun zapowiadający comeback zespołu na 15 lutego. 24 lutego, dzięki singlowi „Jikjin”, zespół zdobył swoje pierwsze w historii zwycięstwo w programie muzycznym, w Show Champion.

## Lista utworów
| CD | CD                                                                      | CD                                                                                       | CD                                                                           | CD                          | CD      |
| Nr | Tytuł utworu                                                            | Tekst                                                                                    | Kompozycja                                                                   | Aranżacja                   | Długość |
| -- | ----------------------------------------------------------------------- | ---------------------------------------------------------------------------------------- | ---------------------------------------------------------------------------- | --------------------------- | ------- |
| 1. | „Jikjin” (kor. 직진)                                                    | Sonny, LIL G, Choice37, LP, HAE, Choi Hyun-suk, Yoshi, Haruto, Se.A                      | Choice37, LP, Sonny, Future Bounce, HAE, Se.A, Choi Hyun-suk, Yoshi, Haruto  | Future Bounce, LP, Choice37 | 3:04    |
| 2. | „U”                                                                     | Nu.D, Sonny, LPLIL G, Choice37, HAE, Choi Hyun-suk, Haruto, Yoshi                        | Choice37, HAE, Sonny, LPLIL G, Nu.D, Choi Hyun-suk, Haruto, Yoshi            | HAE, Choice37, LP           | 2:48    |
| 3. | „Darari” (kor. 다라리)                                                  | Jaguaa, Bang Ye-dam, Choice37, LIL G, Choi Hyun-suk, LP, Yoshi, Sonny, HAE, Se.A, Haruto | Choice37, HAE, JaguaaBang Ye-damChoi Hyun-sukYoshi, Sonny, LP, LIL G, Haruto | HAE, Choice37               | 3:40    |
| 4. | „It's Okay” (kor. 괜찮아질 거야)                                        | Kid Wine, Airplay, Choi Hyun-suk, Haruto, Yoshi                                          | Airplay, Kid Wine                                                            | Airplay                     | 3:40    |
| 5. | „BFF (Best Friend Forever)” (tylko CD)                                  | Choi Hyun-suk, MGNTK, Q                                                                  | Q, Choi Hyun-suk, MGNTK                                                      | Q, MGNTK                    | 3:22    |
| 6. | „Gonna Be Fine” (wyk. Jihoon, Bang Ye-dam, Haruto, Jeongwoo) (tylko CD) | Edle                                                                                     | Q, Modo                                                                      | Q, MGNTK                    | 3:55    |
|    |                                                                         |                                                                                          |                                                                              |                             | 20:29   |

## Notowania
| Lista                      | Pozycja |
| -------------------------- | ------- |
| Gaon Weekly Album Chart    | 1       |
| Oricon Weekly Album Chart  | 1       |
| Billboard Japan Hot Albums | 1       |

## Nagrody w programach muzycznych
| Program               | Data           | Źródło |
| --------------------- | -------------- | ------ |
| Show Champion (MBC M) | 23 lutego 2022 | [ 6 ]  |
| Music Bank (KBS2)     | 25 lutego 2022 | [ 10 ] |

## Sprzedaż
| Kraj             | Sprzedaż |
| ---------------- | -------- |
| Japonia          | 138 595+ |
| Korea Południowa | 807 829+ |